# Кучане
Кучане или Петровское озеро — озеро в муниципальном образовании «Пушкиногорье» Пушкиногорского района Псковской области.
Площадь — 1,7 км² (174 га). Максимальная глубина — 3,5 м, средняя глубина — 2,0 м.
На берегу озера расположены сёла Михайловское, Петровское. Озеро находится на территории музея-заповедника А. С. Пушкина «Михайловское».
Проточное. Относится к бассейну реки Сороть, притока Великой.
Тип озера лещово-плотвичный с уклеей. Массовые виды рыб: лещ, щука, плотва, окунь, ёрш, густера, краснопёрка, уклейка, карась, линь, налим, язь, пескарь, щиповка, вьюн, голавль, жерех, верховка.
Для озера характерно: крутые, отлогие и низкие, заболоченные берега; в центре — илы, в литорали — ил, песок, заиленный песок, крупные камни, сплавины; в прибрежье — леса, луга.